# Prohylesia
Prohylesia is een geslacht van vlinders van de familie nachtpauwogen (Saturniidae), uit de onderfamilie Hemileucinae.

## Soorten
- P. friburgensis (Schaus, 1915)
- P. peruviana Lemaire, 1982
- P. rosalinda Draudt, 1929
- P. zikani Draudt, 1929